# Rasm al-Harmal al-Imam
Rasm al-Harmal al-Imam (arab. رسم الحرمل الإمام) – miasto w Syrii, w muhafazie Aleppo. W 2004 roku liczyło 5105 mieszkańców.